# Swiss Insurance Brokers Association
Die Swiss Insurance Brokers Association (SIBA) wurde 1991 als privatrechtlicher Verein in Zürich gegründet. Die SIBA ist der führende Interessenverband für Versicherungsbroker in der Schweiz. Zurzeit vertritt der Verband 95 Broker-Unternehmen mit über 2500 Mitarbeitenden.

## Zweck
Die SIBA nimmt die Interessen der von ihr vertretenen Versicherungsbroker gegenüber der Aufsichtsbehörde, den übrigen staatlichen Behörden (Steuerverwaltung etc.), dem Schweizerischen Versicherungsverband (SVV), den Konsumentenschutzorganisationen und den Organisationen der Wirtschaft etc. wahr. Die SIBA äussert sich im Rahmen von Vernehmlassungen zu neuen Gesetzesvorlagen, zu Markttendenzen sowie zu politischen Fragen.
Die SIBA tritt für eine Öffnung des schweizerischen Versicherungsmarktes ein, analysiert die Entwicklung im Ausland, insbesondere in der Europäischen Union (EU) und pflegt zu diesem Zwecke auch Kontakte mit ausländischen Behörden (EU-Kommission) und Brokerorganisationen (LIBA, BIPAR etc.).
Der Verband fördert die Aus- und Weiterbildung seiner Mitglieder, insbesondere auch im Zusammenhang mit der für die Zulassung bzw. Registrierung abzulegenden Prüfung. Dabei arbeitet sie mit der Vereinigung für Berufsbildung in der Versicherungswirtschaft zusammen.

## SIBA-Broker
SIBA-Broker unterstehen strengen Mitgliedschaftsbedingungen. Die Aufnahme wird zudem an die Voraussetzung geknüpft, dass die beitrittswilligen Versicherungsbroker sich zwecks Sicherstellung des angestrebten Qualitätsstandards zur Einhaltung der in den Berufsstandards für SIBA-Broker und im Code of Conduct enthaltenen Verhaltensvorschriften und ethischen Grundsätze verpflichten. Die SIBA-Mitgliedschaft gilt allgemein als Quality-Label.

## Mitgliedschaft
Der SIBA ist Mitglied von nationalen und internationalen Verbänden und Organisationen. Als Vertreter der Schweizer Versicherungsbroker setzt sie sich bei economiesuisse, beim Schweizerischen Arbeitgeberverband und Schweizerischen Gewerbeverband für die Interessen und Anliegen seiner Mitglieder ein.

## Organisation
Seit 2016 wird der Verband vom Basler alt-Nationalrat Markus Lehmann präsidiert. Als Präsident vertritt er den Verband gegen aussen. Der Vorstand besteht aus insgesamt 8 Mitgliedern (Stand 2022).